# 30 de febrero
30 de febrero är det femte studioalbumet av Ha*Ash släppt år 2017.

## Albumet
Produktionen är från Hanna Nicole, Matt Rad, George Noriega, Joe London.

## Låtlista
Standardutgåva (CD + DVD)
| Nr  | Titel                             | Kompositör                                                  | Längd |
| --- | --------------------------------- | ----------------------------------------------------------- | ----- |
| 1.  | 30 de febrero (con Abraham Mateo) | Ashley Grace, Hanna Nicole, Abraham Mateo                   | 3:17  |
| 2.  | Ojalá                             | Ashley Grace, Hanna Nicole, Paolo Stefanoni, Pablo Preciado | 3:27  |
| 3.  | No pasa nada                      | Ashley Grace, Hanna Nicole, José Luis Ortega                | 3:14  |
| 4.  | Eso no va a suceder               | Ashley Grace, Hanna Nicole, Edgar Barrera                   | 3:40  |
| 5.  | 100 Años (con Prince Royce)       | Ashley Grace, Hanna Nicole, Prince Royce                    | 3:05  |
| 6.  | Llueve sobre mojado               | Ashley Grace, Hanna Nicole, Edgar Barrera                   | 3:28  |
| 7.  | Paleta                            | Ashley Grace, Hanna Nicole, Camilo Echeverri, Mau Montaner  | 3:29  |
| 8.  | Extraños                          | Ashley Grace, Hanna Nicole, Yoel Henriquez                  | 3:31  |
| 9.  | ¿Qué me faltó?                    | Ashley Grace, Hanna Nicole, José Luis Ortega                | 3:22  |
| 10. | No me importa                     | Ashley Grace, Hanna Nicole, Edgar Barrera                   | 3:52  |
| 11. | Corazón irrompible                | Ashley Grace, Hanna Nicole, Yoel Henriquez                  | 3:10  |
| 12. | Me gustas tú                      | Ashley Grace, Hanna Nicole, Andy Clay, Daniel Santacruz     | 2:54  |

| 1. | No Pasa Nada (Lyric Video)                          |  |
| 2. | 30 de Febrero (feat. Abraham Mateo, Lyric Video)    |  |
| 3. | Ojalá (Lyric Video)                                 |  |
| 4. | Llueve Sobre Mojado (Lyric Video)                   |  |
| 5. | Eso No Va a Suceder (Lyric Video)                   |  |
| 6. | Paleta (Lyric Video)                                |  |
| 7. | 100 años (feat. Prince Royce, Official Music Video) |  |

## Listplaceringar

### Veckolistor
| Lista (2017)                    | Högsta position |
| ------------------------------- | --------------- |
| Mexiko (AMPROFON)               | 3               |
| USA (Billboard Latin)           | 11              |
| USA (Billboard Latin pop sales) | 14              |

### Certifikat
| Land   | Certifikat |
| ------ | ---------- |
| Mexiko | Guld       |
| Mexiko | Platina    |